# Station Chislehurst
Chislehurst is een spoorwegstation van National Rail in Chislehurst (Bromley) in het zuidoosten van Groot-Londen in Engeland. Het station is eigendom van Network Rail en wordt beheerd door Southeastern.